# SN 2007fo
SN 2007fo – supernowa typu Ib odkryta 9 lipca 2007 roku w galaktyce NGC 7714. W momencie odkrycia miała maksymalną jasność 18,20m.